# Leda atomica
Leda atomica este un tablou de Salvador Dalí, realizat în anul 1949. Leda este un portret frontal al soției pictorului, Gala, așezată pe un piedestal, cu brațul stâng în jurul unei lebede care își întinde ciocul spre ea, dând impresia, pe de o parte, că are intenția să o sărute, iar pe de alta, că îi șoptește ceva la ureche. Diferite obiecte, printre care o carte, un echer, două taburete și un ou plutesc în jurul figurii principale. Pentru a localiza imaginea, în fundal, pe ambele laturi ale tabloului, sunt reprezentate stâncile Capului Norfeu, situat pe Costa Brava în Catalonia).  
Tabloul este expus în Teatrul și Muzeul Dalí din Figueres.

## Elemente mitologice
Leda era o regină a Spartei, admirată de Zeus, care, metamorfozat în lebădă, a violat-o în noaptea nunții ei, aceeași noapte în care s-a culcat și cu soțul ei Tyndareos. În urma acestei duble împerecheri, ea a făcut două ouă. Din fiecare ou au ieșit gemeni: din primul Castor și Pollux iar din al doilea Elena și Clitemnestra. Dintre aceștia, doi erau nemuritori, fiind copii lui Zeus, iar ceilalți erau muritori, fiind copii lui Tyndareos.
Legenda a captat interesul lui Dalí încă din anul 1939 când a proiectat scenografia și costumele, scriind și  libretul pentru un baletul Bacanală (intitulat inițial "Venusberg") pe muzica lui Richard Wagner din opera "Tannhaüser". Baletul, bazat pe legenda Ledei și a lebedei, a fost prezentat la Metropolitan Opera din New York de compania Ballet Russe de Monte Carlo, pe o coregrafie de Léonide Massine.

## Structurarea tabloului
Tabloul "Leda Atomica" este compus respectând o structură matematică rigidă, definită prin “secțiunea de aur”. Imaginea Ledei și a lebedei este așezată într-un pentagon în care este înscrisă o stea cu cinci colțuri, Dalí executând mai multe schițe pentru a obține strcutura exactă a imaginii. Cele cinci vârfuri simbolizează elementele perfecțiunii: dragostea, ordinea, lumina (adevărul), voința și cuvântul (acțiunea). 
Armonia structurii a fost calculată de artist cu colaborarea matematicianului și esteticianului român Matila Ghyka. Spre deosebire de contemporanii săi, care erau de părere că matematica constituia o distracție a inspirației artistice, Dali considera că orice operă  trebuia să se bazeze pe compoziție și pe calcul pentru a putea fi denumită operă de artă.  Influența lui Ghyka's este scoasă în evidență prin formula matematică scrisă la baza tabloului, în colțul din dreaptă:
{\displaystyle \varphi ={\frac {1+{\sqrt {5}}}{2}}}
pe care Ghyka o prezintă în lucrările sale pentru calcularea laturii unui pentagon regulat.

## Simbolismul tabloului
După ce prima bombă atomică a explodat la Hiroshima, Dalí și-a îndreptat activitatea într-o direcție nouă, bazată pe principiul că elementele specifice ale epocii moderne trebuiau asimilate de creațiile artistice, dacă aceste creații erau cu adevărat contemporane. Dalí a căutat să reprezinte discontinuitatea materiei, incorporând un sentiment de levitație misterioasă în tabloul său. După cum, la nivelul atomic, nu există o atingere fizică între particule, Dalí suspendă chiar și apa peste mal, un element care va reapare și în alte lucrări ulterioare ale sale.  Fiecare obiect din tablou este pictat astfel încât să apară imobil în spațiu, deși nu există niciun contact între aceste obiecte. Leda dă impresia că încearcă să atingă capul lebedei, fără a o face.
Dali însuși a descris tabloul în modul următor:

"Dali ne arată o ierarhizare a emoțiilor libidoului său, care sunt suspendate ca și cum ar pluti în aer, în conformitate cu teoria modernă a fizicii inter-atomice, în care nimic nu se atinge. Leda nu atinge lebăda; Leda nu atinge piedestalul; piedestalul nu atinge baza; baza nu atinge marea; marea nu atinge țărmul. . . ."

Mâna dreaptă a Ledei caută să exprime o dorință, pe care nici ea însăși nu o înțelege. Ar putea fi un simbol al procesului impregnării sale. Coaja oului ar putea reprezenta fructul unirii dintre Leda și lebădă din care s-au născut gemeni. Pe degetul Ledei, Dali pictează verigheta, simbol al unei căsătorii mistice, reprezentând un mod oniric al pictorului de a-și seduce soția, Gala, care i-a servit ca model pentru imaginea Ledei. 
In legătură cu mitul clasic, Dalí se identifică cu nemuritorul Pollux, pe când fratele său mai mare (numit și el Salvador), care murise înainte de nașterea artistului, l-ar reprezenta pe Castor, cel muritor dintre Dioscuri. O altă echivalență ar putea fi făcută între cele două gemene la care se referă mitul. Astfel, Ana Maria, sora lui Dali, ar fi Clitemnestra, cea muritoare dintre gemene, pe când Gala ar reprezenta-o pe  divina Elena.  Salvador Dalí însusi a scris: "Am început să o pictez pe Leda Atómica care o exaltează pe Gala, zeița metafizică și am reușit să creez 'spațiul suspendat".
Convingerile catolice ale lui Dali permit și alte interpretări ale tabloului, care poate fi considerat ca o interpretare a Bunei Vestiri. Lebăda pare să-i șoptească Ledei la ureche o prevestire a viitorului ei, o posibilă referire la legenda conceperii lui Iisus Christos, realizată prin suflul Sfântului Duh intrând în urechea Fecioarei Maria. Leda se uită direct în ochii lebedei având expresia că înțelege misterul la care participă. 